# Sleazerock
Sleazerock eller sleaze är en genre med ursprung i 1980-talet som utvecklades ur glamrocken. Sleaze var en reaktion mot vad som ansågs vara en alltför pop-influerad hårdrock och syftade till att återföra glamrocken till ett råare sound. Texterna är ofta sexuellt explicita och även ibland rent aggressiva. Vanliga teman är sex, festande och olika droger.
Musikaliskt utmärker sig sleaze genom sitt speciella, något förvanskade, gitarrsound, tunga trumljud och melodiska körer. Genren associeras ofta till glamrock eller glam metal-scenen på 1980-talet, men har efterhand utvecklat en egen scen och förgrenat till olika inriktningar.

## Några kända sleazealbum
Några kända sleazealbum enligt rateyourmusic.com:
- Under the Influence - WildSide
- The Space Age Playboys - Warrior Soul
- Total 13 - Backyard Babies
- Hardcore Superstar - Hardcore Superstar